# Gafarró del Cap
El gafarró del Cap (Serinus canicollis) és un ocell de la família dels fringíl·lids (Fringillidae).

## Hàbitat i distribució
Habita garrigues, terres de conreu, praderies i boscos de pins a l'oest i sud-oest d'Angola, est de la República Democràtica del Congo, extrem est de Sudan del Sud, Burundi, sud-oest d'Uganda, oest, centre i sud de Kenya, Etiòpia, Eritrea, Kenya, Ruanda, Burundi, Uganda, nord, centre i sud de Tanzània, nord-est de Zàmbia i nord de Malawi, est de Zimbabwe, oest de Moçambic i Sud-àfrica. Illes Mascarenyes.